# Johannes Perkmann

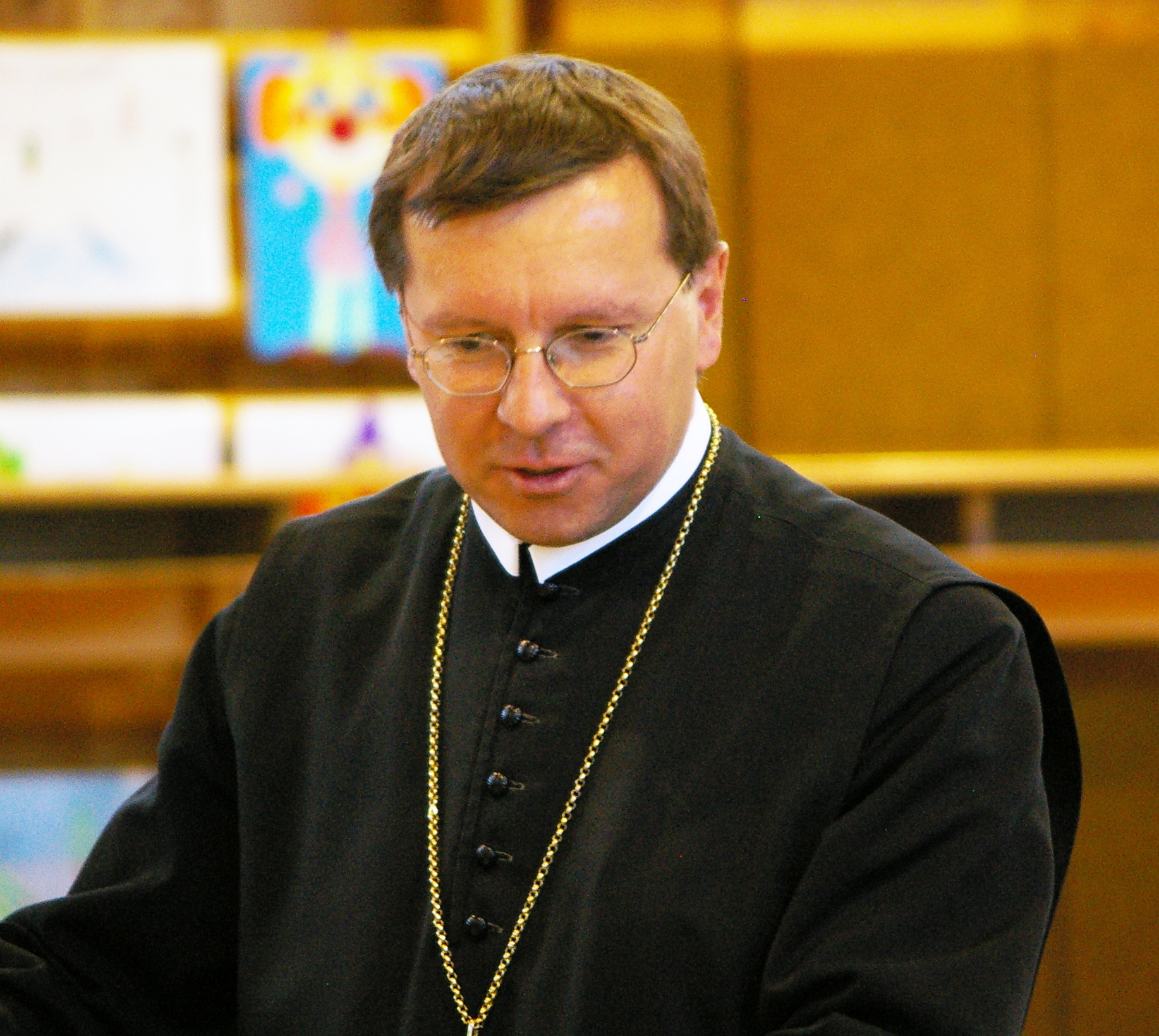
Abt Johannes Perkmann (2012)

Johannes Perkmann OSB (* 9. Juni 1968 in Salzburg-Maxglan) ist Abt der Benediktinerabtei Michaelbeuern und Abtpräses der Österreichischen Benediktinerkongregation.

## Leben
Perkmann studierte Theologie an der Universität Salzburg und Sozialpädagogik in Benediktbeuern. 1986 wurde er Novize in der Abtei Michaelbeuern, wo er auch durch den damaligen Salzburger Erzbischof Georg Eder zum Priester geweiht wurde. Danach arbeitete er in der stiftseigenen Hauptschule als Religionslehrer und Erzieher.
Am 24. Juli 2006 wurde er vom Konvent der Benediktinerabtei Michaelbeuern zum Abt gewählt und am 1. Oktober von Erzbischof Alois Kothgasser benediziert. Sein Wahlspruch Cum Gaudio Sancti Spiritus („Mit der Freude des Heiligen Geistes“) entstammt der Regula Benedicti (RB 49,6). 2012 wurde Perkmann auch unter den möglichen Kandidaten genannt, die Kothgassers Nachfolge als Erzbischof von Salzburg antreten könnten. Erzbischof Kothgasser ernannte Abt Johannes am 29. Juni 2013 zum Konsistorialrat.  Im Juni 2018 verlängerte das Kapitel seine Amtszeit für weitere 20 Jahre bis 2038. Am 25. Oktober 2017 wurde er durch das Generalkapitel der Österreichischen Benediktinerkongregation als Nachfolger von Christian Haidinger zum Abtpräses gewählt.